# Max Baldry

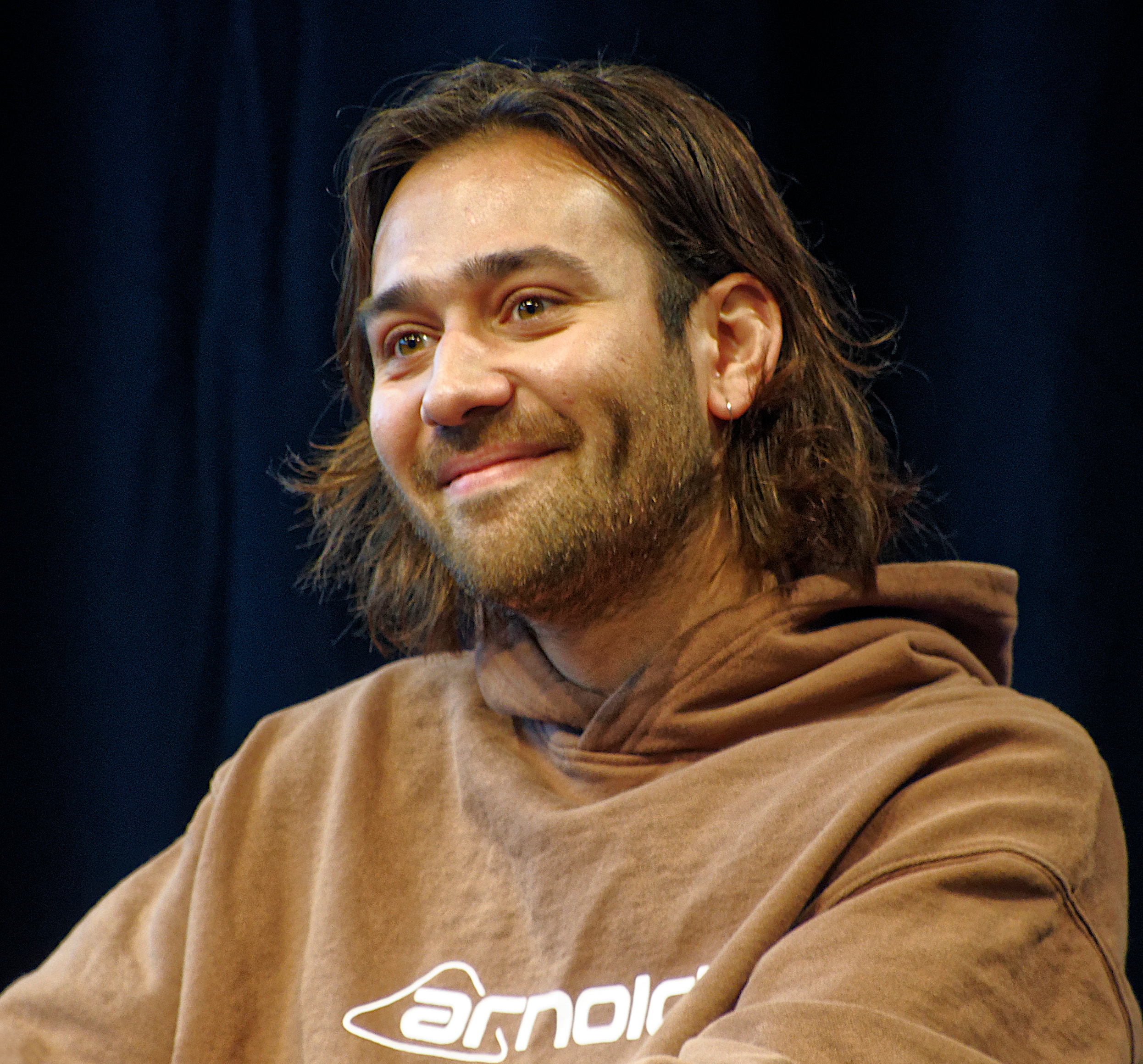
Max Baldry auf der German Comic Con 2022 in Stuttgart

Maxim Alexander „Max“ Baldry (* 5. Januar 1996 in London) ist ein britischer Schauspieler.

## Leben
Baldry lebte einige Jahre in Moskau und Warschau, wo sich sein Vater aus beruflichen Gründen mit der Familie niedergelassen hatte. Sein Vater ist Engländer und seine Mutter Russin, weshalb er zweisprachig aufwuchs. 2003 kehrte die Familie nach England zurück.
Bekannt wurde der damals elfjährige Baldry im Jahr 2007 durch seine Rolle als Stepan in der Kinokomödie Mr. Bean macht Ferien an der Seite von Rowan Atkinson. 2010 wurde er am renommierten National Youth Theatre in London angenommen. Seit 2016 steht der nunmehr erwachsene Baldry vermehrt für Fernsehproduktionen vor der Kamera, so hatte er wiederkehrende Rollen in den Serien Hollyoaks, Years and Years und Strike Back. In dem Weihnachtsfilm Last Christmas war er 2019 in den Anfangsszenen in einer Nebenrolle zu sehen. In der aufwendig produzierten Amazon-Serie Der Herr der Ringe: Die Ringe der Macht nach den Werken von J. R. R. Tolkien spielt er seit 2022 die Rolle des Isildur.

## Filmografie

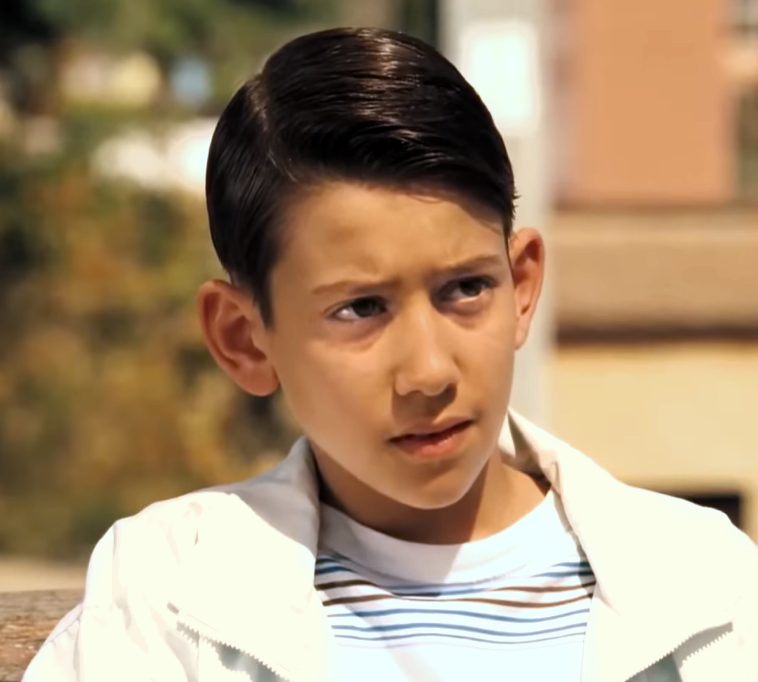
Baldry in Mr. Bean macht Ferien, 2007

- 2005: Der kleine Eisbär 2 – Die geheimnisvolle Insel (englische Synchronisation, als Chucho)
- 2006: Rom (Fernsehserie, 3 Folgen)
- 2007: Mr. Bean macht Ferien (Mr. Bean's Holiday)
- 2009: The Kinematograph (Kurzfilm)
- 2012: Sadie J (Fernsehserie, 1 Folge)
- 2013: Skins – Hautnah (Skins UK; Fernsehserie, 1 Folge)
- 2016–2017: Hollyoaks (Fernseh-Seifenoper, 80 Folgen)
- 2018: Lake Placid: Legacy (Fernsehfilm)
- 2019: Years and Years (Fernsehserie, 6 Folgen)
- 2019: Last Christmas
- 2020: Doctor Who (Fernsehserie, Folge 12x08 The Haunting of Villa Diodati)
- 2020: Strike Back (Fernsehserie, 4 Folgen)
- seit 2022: Der Herr der Ringe: Die Ringe der Macht (The Lord of the Rings: The Rings of Power, Fernsehserie)